# 尼察湖
56°9′22″N 28°18′37″E / 56.15611°N 28.31028°E
尼察湖（俄语：Ница），是俄羅斯的湖泊，位於該國西北部，由普斯科夫州負責管轄，處於謝別日區，面積2.45平方公里，集水區面積55.2平方公里，平均水深2米，最大水深3米。